# Argent Britannia

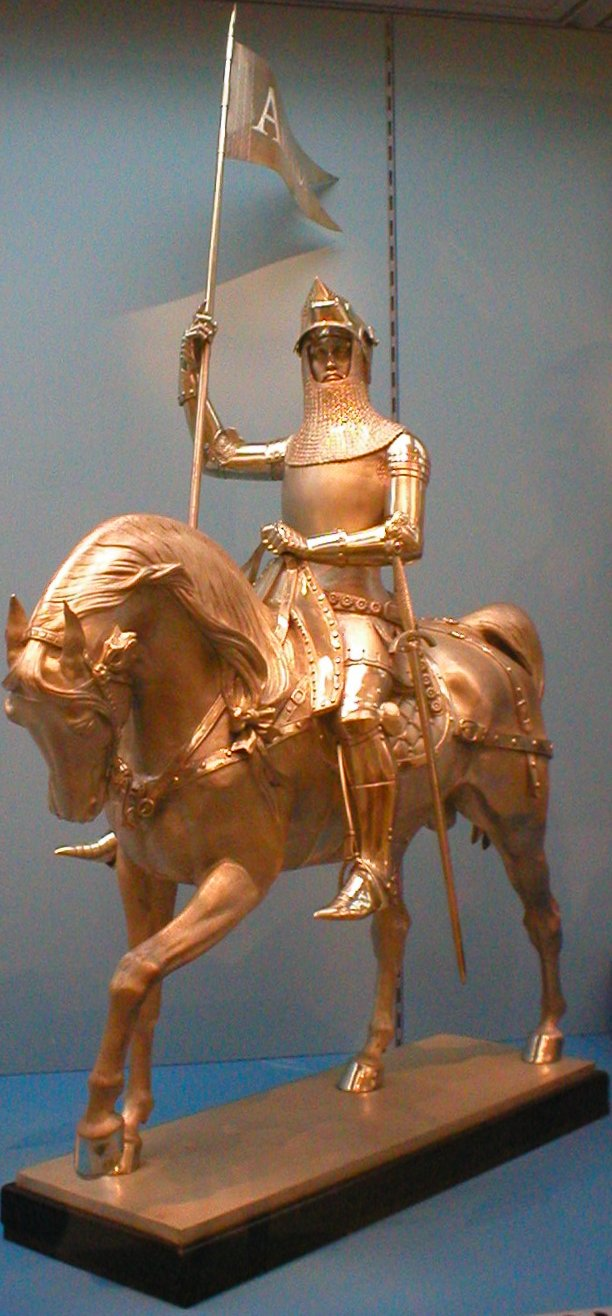
Chevalier d'Anglia, en argent Britannia.

Ne doit pas être confondu avec Britannia (monnaie) ou Britannium.
L'argent Britannia est un alliage dont la composition massique est à 95,84 % d'argent et à 4,16 % d'autres métaux, généralement du cuivre. Le titre au millième de l'argent Britannia est de 958.